# Tyson Etienne
Tyson Etienne (Englewood, 17 de setembro de 1999) é um jogador profissional de basquete americano que atua pelo Brooklyn Nets na National Basketball Association (NBA) e no Long Island Nets da G-League.
Ele jogou basquete universitário pela Universidade Estadual de Wichita.

## Carreira no ensino médio
Etienne começou a jogar basquete no ensino médio como calouro na Dwight-Englewood School, em Englewood, Nova Jersey. Em seu terceiro ano, transferiu-se para a Long Island Lutheran Middle and High School, em Brookville, Nova York. Em seu terceiro ano, Etienne teve médias de 16,5 pontos e 3,4 assistências. Ele competiu ao lado de Cole Anthony pelo programa PSA Cardinals da Amateur Athletic Union (AAU). Também jogou na Putnam Science Academy, em Putnam, Connecticut, durante um ano pós-secundário, ajudando sua equipe a alcançar as semifinais do National Prep Championship. Após o ensino médio, treinou com o preparador físico da NBA Chris Brickley e treinou com vários jogadores da liga. Um recruta de quatro estrelas, Etienne se comprometeu a jogar basquete universitário pela Universidade Estadual de Wichita, rejeitando ofertas de Oklahoma, Auburn, Minnesota e St. John's.

## Carreira universitária
Em 16 de novembro de 2019, Etienne marcou 21 pontos, sua melhor marca na temporada como calouro, acertando 5 de 8 arremessos de três pontos, na vitória por 103 a 62 sobre a UT Martin. Na temporada como calouro, teve média de 9,4 pontos e aproveitamento de 38,8% em tiros de três pontos. No período entre temporadas, melhorou seu condicionamento físico e força. Em 2 de janeiro de 2021, anotou 29 pontos na vitória por 83 a 79 contra Ole Miss. Na sua segunda temporada, teve médias de 16,3 pontos, 3,4 rebotes, 2,5 assistências e 1,0 roubo de bola, conquistando o prêmio de co-Jogador do Ano da American Athletic Conference (AAC). Após a temporada, declarou-se para o draft da NBA de 2021, mas acabou retornando ao Wichita State. Em sua terceira temporada, teve médias de 14,9 pontos, 2,9 rebotes, 2,0 assistências e 1,1 roubo de bola, recebendo uma seleção para a Terceira Equipe da AAC. Em 21 de abril de 2022, declarou-se para o draft da NBA de 2022, abrindo mão da elegibilidade universitária restante.

## Carreira profissional
Após não ser selecionado no draft da NBA de 2022, Etienne assinou com o College Park Skyhawks da G-League em 22 de outubro de 2022.
Em 10 de setembro de 2024, Etienne assinou com o Brooklyn Nets, mas foi dispensado no dia seguinte. Em 27 de outubro, ele se juntou ao Long Island Nets da G-League. Após apresentar atuações consistentes ao longo da temporada pela equipe afiliada na G League, Brooklyn Nets e Etienne firmaram um contrato bilateral em 4 de março de 2025.

## Estatísticas da carreira

### Universitário
| Ano      | Equipe        | PJ | PT | MPJ  | AP   | 3P   | LL   | RT  | AS  | BR  | TO | PPJ  |
| -------- | ------------- | -- | -- | ---- | ---- | ---- | ---- | --- | --- | --- | -- | ---- |
| 2019–20  | Wichita State | 31 | 13 | 24.6 | .391 | .388 | .758 | 2.5 | 1.4 | .7  | .1 | 9.4  |
| 2020–21  | Wichita State | 22 | 22 | 33.0 | .398 | .395 | .826 | 3.4 | 2.5 | 1.0 | .1 | 16.3 |
| 2021–22  | Wichita State | 27 | 27 | 33.8 | .360 | .323 | .768 | 2.9 | 2.0 | 1.1 | .1 | 14.9 |
| Carreira | Carreira      | 80 | 62 | 30.4 | .383 | .368 | .784 | 2.9 | 1.9 | .9  | .1 | 13.5 |

## Vida pessoal
Seu pai, Max Etienne, jogou basquete universitário pela Universidade de Maryland. Sua mãe, Anita Gibson, é maquiadora indicada ao Emmy. Etienne é sobrinho do ex-jogador da NBA Marcus Camby e do ator Omari Hardwick. Também é primo do jogador da NBA DeAndre Jordan. Seu amigo de infância, Armoni Sexton, foi baleado e morto em 2015, e Etienne dedica sua carreira no basquete em sua homenagem.

## Links externos
- Biografia do Wichita State Shockers